# William Medcalf Kinsey
William Medcalf Kinsey (* 28. Oktober 1846 in Mount Pleasant, Jefferson County, Ohio; † 20. Juni 1931 in St. Louis, Missouri) war ein US-amerikanischer Politiker. Zwischen 1889 und 1891 vertrat er den Bundesstaat Missouri im US-Repräsentantenhaus.

## Werdegang
William Kinsey besuchte die Hopedale Academy in Ohio und das Monmouth College in Illinois. Seit 1863 lebte er im Muscatine County in Iowa. Nach einem anschließenden Jurastudium an der University of Iowa und seiner 1872 erfolgten Zulassung als Rechtsanwalt begann er in diesem Beruf zu arbeiten. Im Jahr 1875 verlegte er seinen Wohnsitz und seine Kanzlei nach St. Louis in Missouri. Gleichzeitig schlug er als Mitglied der Republikanischen Partei eine politische Laufbahn ein.
Bei den Kongresswahlen des Jahres 1888 wurde Kinsey im zehnten Wahlbezirk von Missouri in das US-Repräsentantenhaus in Washington, D.C. gewählt, wo er am 4. März 1889 die Nachfolge von Martin L. Clardy antrat. Da er im Jahr 1890 dem Demokraten Samuel Byrns unterlag, konnte er bis zum 3. März 1891 nur eine Legislaturperiode im Kongress absolvieren. Nach seinem Ausscheiden aus dem US-Repräsentantenhaus praktizierte Kinsey wieder als Anwalt. Zwischen 1904 und 1917 war er Richter in St. Louis. Während des Ersten Weltkrieges fungierte er als Leiter der Einberufungsbehörde in Carondelet; danach setzte er seine Anwaltstätigkeit fort. William Kinsey starb am 20. Juni 1931 in St. Louis, wo er auch beigesetzt wurde.